# Фрауке Петри
Фрауке Петри, рођ. Marquardt (Дресден, 1. јуна 1975), немачка је политичарка и бивша председница странке Алтернатива за Немачку (АфД). Између 2013. и 2015. била је један од три истакнута члана странке а од 2014. је изабрана у Саксонски парламент. Послие борбе за власт Петри, која по личним погледима припада национал- конзервативцима, је изабрана за председника странке АфД у 2015. Дана 29. септембра 2017. иступила је из странке АфД и престала да буде председник подносећи иницијативу за оснивање нове партије "Ди блау партај" чији је тренутно члан.

## Публикације
- von Zezschwitz, P.; Petry, F.; De Meijere, A. (2001). „A one-pot sequence of Stille and Heck couplings: Synthesis of various 1,3,5-hexatrienes and their subsequent 6pi-electrocyclizations”. Chemistry (Weinheim an der Bergstrasse, Germany). 7 (18): 4035—4046. PMID 11596946. doi:10.1002/1521-3765(20010917)7:18<4035::aid-chem4035>3.0.co;2-p.
- Frauke Petry, André Kotthaus, Karen I. Hirsch-Ernst: Cloning of human and rat ABCA5/Abca5 and detection of a human splice variant. In: Petry, F.; Kotthaus, A.; Hirsch-Ernst, K. I. (2003). „Cloning of human and rat ABCA5/Abca5 and detection of a human splice variant”. Biochemical and Biophysical Research Communications. 300 (2): 343—350. PMID 12504089. doi:10.1016/S0006-291X(02)02827-9..
- Frauke Petry, Vera Ritz, Cornelia Meineke, Peter Middel, Thomas Kietzmann, Christoph Schmitz-Salue, Karen I. Hirsch-Ernst: Subcellular localization of rat Abca5, a rat ATP-binding-cassette transporter expressed in Leydig cells, and characterization of its splice variant apparently encoding a half-transporter. In: Petry, F.; Ritz, V.; Meineke, C.; Middel, P.; Kietzmann, T.; Schmitz-Salue, C.; Hirsch-Ernst, K. I. (2006). „Subcellular localization of rat Abca5, a rat ATP-binding-cassette transporter expressed in Leydig cells, and characterization of its splice variant apparently encoding a half-transporter”. Biochemical Journal. 393 (1): 79—87. PMC 1383666 . PMID 16162093. doi:10.1042/BJ20050808..
- Ecke, Ines; Petry, Frauke; Rosenberger, Albert; Tauber, Svantje; MöNkemeyer, Sven; Hess, Ina; Dullin, Christian; Kimmina, Sarah; Pirngruber, Judith; Johnsen, Steven A.; Uhmann, Anja; Nitzki, Frauke; Wojnowski, Leszek; Schulz-Schaeffer, Walter; Witt, Olaf; Hahn, Heidi (2009). „Antitumor Effects of a Combined 5-Aza-2′Deoxycytidine and Valproic Acid Treatment on Rhabdomyosarcoma and Medulloblastoma in PTCH Mutant Mice”. Cancer Research. 69 (3): 887—895. PMID 19155313. S2CID 11783785. doi:10.1158/0008-5472.CAN-08-0946.